# Lattami
I lattami sono la famiglia di composti organici che raggruppa le ammidi cicliche, ottenute per condensazione intramolecolare di un gruppo carbossilico (-COOH) e un gruppo amminico –NH2, ciclizzando per formazione del legame –NHCO-.

Da sinistra a destra: struttura generale del β-lattame, γ-lattame, δ-lattame e ε-lattame.

I composti più stabili sono quelli con anelli a cinque o sei termini. La nomenclatura prevede l'utilizzo di lettere greche per indicare il numero di atomi di carbonio tra il gruppo amminico e il carbonile, ad esempio: β corrisponde a due atomi di carbonio (ciclo a quattro termini), γ corrisponde a tre atomi di carbonio (ciclo a cinque termini), ecc.
Tali composti vengono principalmente descritti nell'ambito della chimica dei composti eterociclici.
Importanti dal punto di vista industriale sono il ε-caprolattame (anello a 7 termini) usato nella preparazione del nylon-6 e l'N-vinil pirrolidone, composto base per la formazione di polimeri (PVP) e usato anche in campo farmaceutico.
L'N-metil-2-pirrolidone viene impiegato come solvente polare poco volatile e miscibile con acqua.
I composti β-lattamici (cicli a quattro) si trovano nelle strutture di penicilline e cefalosporine.